# ボーンズ

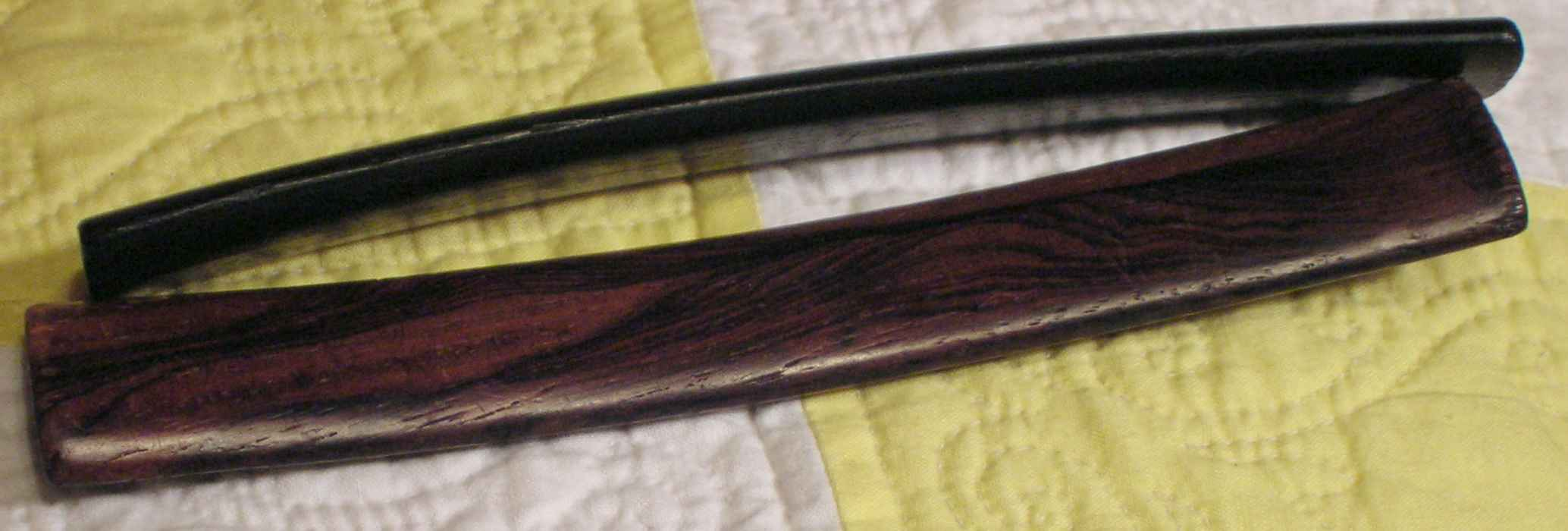
ボーンズ（木製）

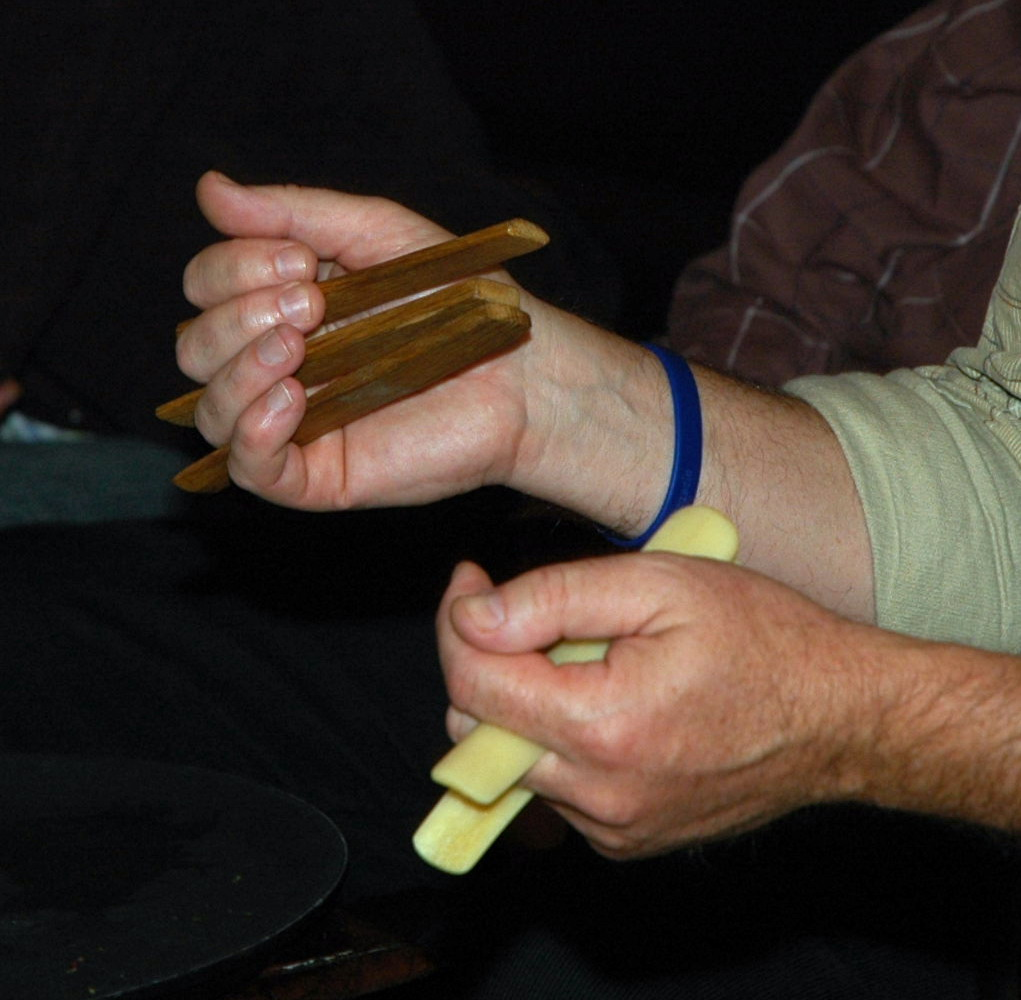
ボーンズの演奏

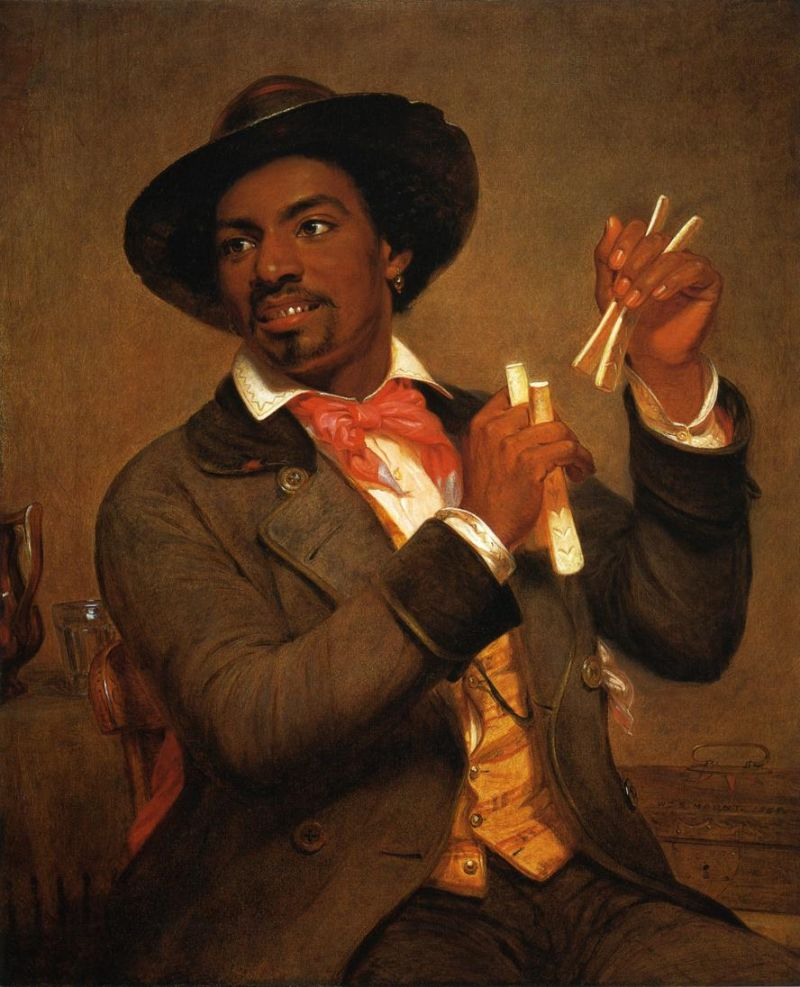
ボーンズ奏者
(画)ウィリアム・シドニー・マウント

ボーンズ （英語 bones） は、打楽器の一種。
本来は骨で作られたため、この名がある。肋骨（または肋骨形の木、金属など）を2つ組み合わせ、打ち鳴らして音を出す。片手で指の間に挟んで持ち、一度に数回連続して打ち鳴らすことが多い。
歴史は古いが、アイルランド経由でアメリカ合衆国に伝わったため、アメリカではアイリッシュミュージックの楽器と認識されている。また、ブルース、ブルーグラス、ザディコなどでも使われる。